# Wolney Wagner de Siqueira Júnior
Wolney Wagner de Siqueira Júnior, mais conhecido como Waguinho, é Deputado Estadual pelo MDB. Nasceu em Goiânia, em 03 de maio de 1972. 

## Vida pessoal
Wagner Siqueira é filho do ex-deputado federal e agropecuarista Wolney Wagner de Siqueira e de Sui Mei Andrade, casado com Mileide Teodoro Neto, com quem tem três filhos: Brunah, Lanah e Thiago. 
É graduado em Medicina Veterinária pela Universidade Federal de Goiás (UFG), especialista em Reprodução de Animais de Grande Porte, em  Auburn University, Alabama (EUA).

## Carreira política
Atualmente, Wagner Siqueira é Deputado Estadual pelo MDB. Sua trajetória pública começou na Presidência da Companhia de Urbanização de Goiânia (COMURG), no início de 2005, a convite do então prefeito da Capital, Iris Rezende (MDB), cargo em que permaneceu até março de 2010, quando se desincompatibilizou para disputar mandato na Assembleia Legislativa de Goiás. Obteve diversas premiações em sua gestão na COMURG. Foi condenado por improbidade administrativa em 2013, tendo seus bens bloqueados, por ter contratado uma funcionária da COMURG sem a realização de concurso público.
Em 2010 foi eleito Deputado Estadual e foi Presidente da Comissão de Meio Ambiente e Recursos Hídricos da Assembleia Legislativa de Goiás. 
Foi presidente do MDB de Goiânia por dois mandatos: 2011 e 2012. 
Waguinho ainda foi Secretário de Habitação de Goiânia, de 2013 a 2014.
Em 2015 e 2016, ocupou a Diretoria Legislativa da Assembleia Legislativa do Estado de Goiás, onde foi Gestor das Comissões de Constituição, Justiça e Redação; de Tributação, Finanças e Orçamento; das Comissões Permanentes e da Seção de Assessoramento Temático, e, em 2017, tomou posse novamente como Deputado Estadual. 